# ایدلزلی
ایدلزلی (به انگلیسی: Iddesleigh) یک روستا و محله مدنی در بریتانیا است که در West Devon واقع شده‌است. ایدلزلی ۱۹۸ نفر جمعیت دارد.